# Blockchain.com
Blockchain.com (dawniej Blockchain.info) – serwis internetowy z usługą eksploracji bloków Bitcoin, a także portfel kryptowalut i kryptogiełda obsługująca Bitcoin, Bitcoin Gotówka i Ethereum. Zapewniają również wykresy danych Bitcoin, statystyki i informacje rynkowe.

## Historia
Blockchain.com został uruchomiony w sierpniu 2011 roku i został założony przez Bena Reevesa, członka zespołu założycielskiego giełdy kryptowalut Coinbase. Reeves miał odmienne zdanie na temat przyszłości Coinbase, więc opuścił firmę, by uruchomić Blockchain.com.
W lutym 2014 roku firma Apple Inc. usunęła aplikację Blockchain.com ze sklepu App Store, co wywołało ostrą reakcję społeczności Blockchain oraz publiczne oburzenie w społeczności bitcoin, w szczególności w społeczności Reddit. W lipcu 2014 r. Firma Apple przywróciła aplikację Blockchain.com.
W październiku 2014 r. Blockchain.com zamknął proces pozyskiwania środków w wysokości 30,5 mln USD od Lightspeed Venture Partners i Mosaic Ventures, która była wówczas największym procesem finansowania w sektorze walut cyfrowych.
W lipcu 2019 roku Blockchain.com uruchomił giełdę kryptowalut. We wrześniu 2020 roku firma dołączyła do Koalicji na rzecz App Fairness, której celem jest negocjowanie lepszych warunków umieszczania aplikacji w sklepach z aplikacjami.